# Ben 10: Galactic Racing
Ben 10: Galactic Racing é um jogo de corrida da série de jogos Ben 10, produzido para PlayStation 3, Xbox 360, Nintendo DS, Wii e Nintendo 3DS, e foi lançado na América do Norte em 18 de outubro de 2011 e 25 de novembro de 2011 na Europa.. Foi publicado pela D3 Publisher e desenvolvido pela Monkey Bar Games. Oficialmente, foi anunciado na E3 2011 em 7 de junho de 2011. Enquanto os jogadores podem permitir que Ben se transforme no meio da corrida, outros personagens, como Kevin Levin, podem utilizar sua única habilidade especial para afetar o resultado de uma corrida. Todos os personagens jogáveis podem pegar especiais Omni-Node Power-Ups com muitos tipos diferentes de habilidades baseadas nos alienígenas, incluindo um movimento especial Supremo que desencadeia um super impulso de velocidade e potência. Corridas serão realizadas em circuitos Galactic Grand Prix, e os jogadores podem definir recorde de pontuação do tempo que pode ser definido no modo Time Trials. Um novo alienígena, Velocirrápido (em inglês, Fasttrack), faz sua estreia no jogo em todas as plataformas e um dos aliens originais de Ben, Diamante, será exclusivo somente para Nintendo DS Este será o primeiro jogo de Ben 10 que não vai estar disponível para PlayStation Portable e PlayStation 2, e o primeiro jogo de Ben 10 no qual o jogador pode jogar como Vilgax.

## Jogabilidade
A jogabilidade é semelhante a das séries Mario Kart e Sonic & Sega All-Stars Racing, com personagens de corrida através de circuitos de corrida baseado em vários lugares diferentes em toda a franquia Ben 10, e coletando power-ups para aumentar a sua velocidade ou prejudicar seus adversários.

## Personagens
O jogo pode ser jogado usando um conjunto de 15 caracteres. Eles são os seguintes:

## Herois
| Personagem   | Habilidade Especial                                            |
| ------------ | -------------------------------------------------------------- |
| Ben Tennyson | Se transformar aleatoriamente em um alienígena.                |
| Kevin Levin  | Ele dispara uma onda de foguetes que tira tudo em seu caminho. |

## Alienígenas de Ben
| Personagem             | Habilidade Especial |
| ---------------------- | --- |
| Chama                  | solta fogo pelas mãos. |
| Rath/Irado             | Rath solta o volante e grita. |
| Diamantea              | Atira cristais de diamante que fazem outros karts girarem.                                                                                                  |
| Acelerado              | Cria uma onda de vento que se move ao longo da pista e bate em todos os karts em seu caminho.                                                               |
| Friagem                | Por seu poder ofensivo, Friagem sopra uma onda de gelo que congela karts em que atinge e faz com que eles girem.                                            |
| Fogo Fátuo             | Fogo Fátuo sopra uma onda de gás do pântano que envolve cada kart que atinge, sufocando os personagens e causando-lhes uma parada temporária.               |
| Enormossauro Supremo   | Dispara mísseis em outros carros para detê-los temporariamente.                                                                                             |
| Quatro Braços          | Traços rolantes. |
| Bala de Canhão Supremo | Em um rolo. |
| AmpFíbio               | Oscilação de energia. |
| Eco Eco Supremo        | Deslizamento Sônico |
| Macaco-Aranha          | O poder ofensivo do Macaco-Aranha cria uma onda de teias. Karts apanhados na onda são temporariamente interrompidos como se eles estivessem presos na teia. |

### Vilões
| Personagem | Habilidade Especial |
| ---------- | --- |
| Vilgax     | Ruptura |
| Zs'Skayr   | Fantasmático usa sua telecinese para formar uma onda que joga os oponentes em seu caminho para o ar. Nota: Ben Não pode se transformar em Fantasmático no jogo. |

## Circuitos do Grand Prix Galático
O jogo pode ser jogado em um conjunto de cinco diferentes terras-natais de alienígenas.
| Circuito    | Alienígena Anfitrião |
| ----------- | -------------------- |
| Nulificador | Nulo Guardiões       |
| Vulpin      | Vulpimancers         |
| Pisciss     | Pisciss Vollans      |
| Kylmyys     | Necrofriggianos      |
| Primus      | Voliticus Biopsis    |

## Homenagem
Ao terminar o circuito Primus Dominus, Azmuth fica furioso ao saber que alienígenas estão fazendo uma corrida em Primus, e nos créditos aparece "In loving memory of Dwayne McDuffie 1962-2011".